# 片山甚市
片山 甚市（かたやま じんいち、1923年（大正12年）1月31日 - 1999年（平成11年）6月27日）は、日本の政治家。参議院議員（2期、日本社会党）。

## 経歴
徳島県出身。大阪逓信講習所卒。大阪中央電信局に勤務。日本社会党に入り、労働組合で活動。全電通近畿地方委員長、同中央執行副委員長などを歴任。1974年の第10回参議院議員通常選挙で全国区から日本社会党公認で立候補して当選。2期務める。国会内では社会労働委員長、物価対策特別委員長などを務めた。1982年に、タバコのCMに出演した三浦友和がアイドルであるかどうかが国会で審議された際の質問者であった。1986年に引退した。
1993年春の叙勲で勲二等瑞宝章受章。